# آثار مير

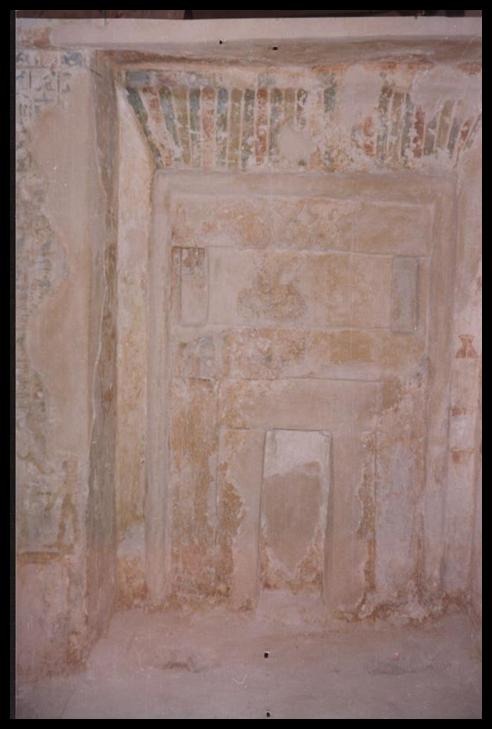

آثار مير، منطقة أثرية تقع غرب قرية مير في مركز القوصية وتبعد 65 كم شمال غرب أسيوط.
تضم مجموعة من المقابر المنحوتة في جسم الجبل لتكون جبانة عاصمة الإقليم القديم لأمراء وحكام المقاطعة الرابعة عشرة التي كانت تعرف باسم «كيس» وفي العصور الرومانية كانت تعرف باسم «كوساي» وكان معبودها الإله حتحور.

## الإكتشاف
يعتبر سيد باشا خشبة 1910 م والإنجليزي بلاكمان 1919 م من أبرز الشخصيات التي كان لها الفضل في الكشف الأثري والنشر العلمى لتلك المجموعة من المقابر

## الأهمية التاريخية
استخدمت تلك المنطقة كمدافن لحكام وأمراء الدولتين القديمة والوسطى أي خلال بداية الأسرة السادسة حتى نهاية الأسرة الثانية عشرة. وقد ذكر الأثريون عن هذه المقابر بأن نقوش جدرانها تتميز بمحاكاة مدهشة للطبيعة وتفاصيل بالغة الدقة لجميع الأعمال اليومية التي كان المصري القديم يقوم بها آنذاك كما بها سجل حافل لجميع الألعاب الرياضية التي كانت تمارس في ذلك الوقت والعديد من الصناعات الهامة التي كانت تنتشر في مصر الفرعونية وكذلك العديد من احتفالات الأعياد والطقوس الدينية والاثاث الجنازي ومناظر الصيد والمسابقات الترفيهية، ولا زالت جدرانها تحمل ألوانها الجميلة بمهارة رائعة.

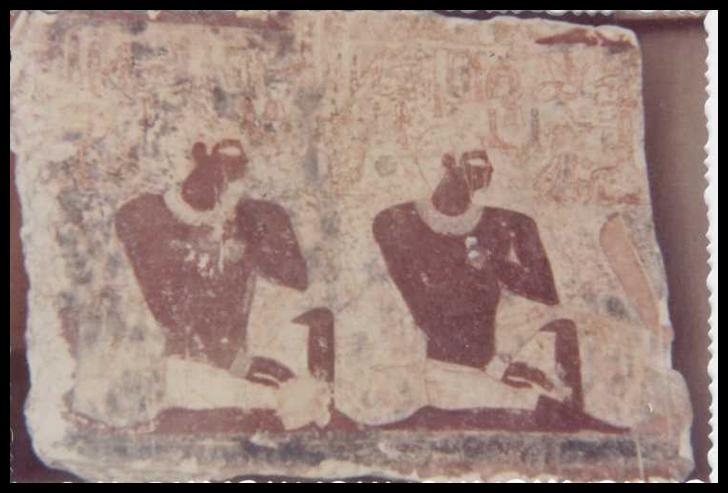
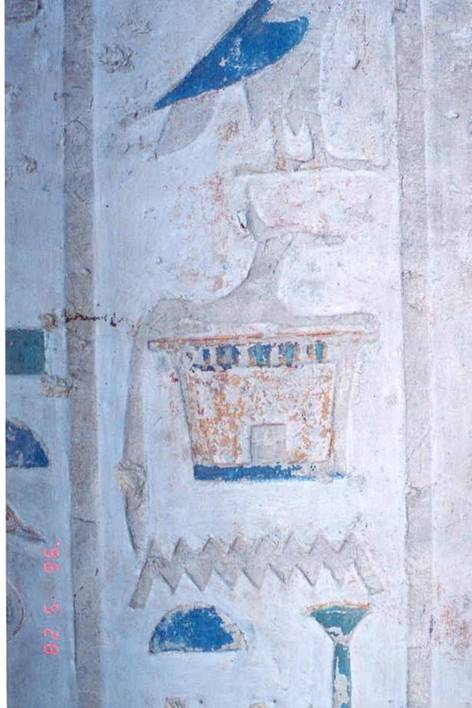
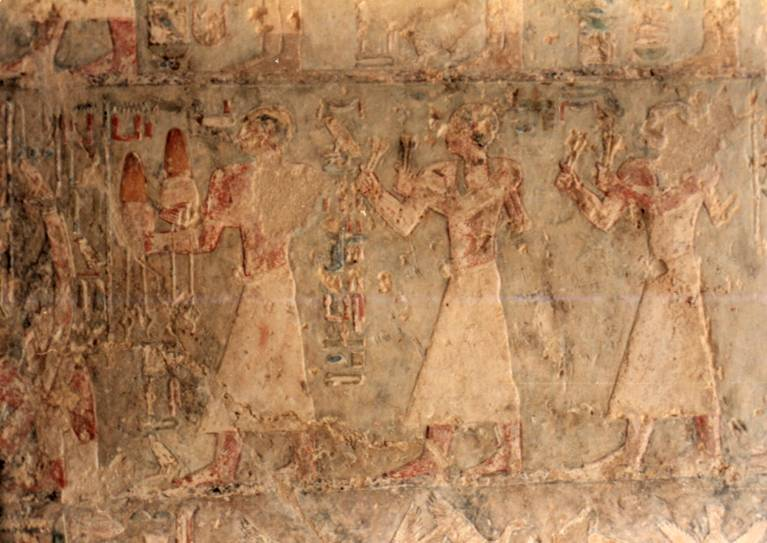